# Araucaria montana
Espèce
Classification phylogénétique
Statut de conservation UICN

 VU A3c; B1ab(i,ii,iii,iv,v) : Vulnérable
Araucaria montana est une espèce de conifères de la famille des Araucariaceae, originaire de Nouvelle-Calédonie.

## Photos

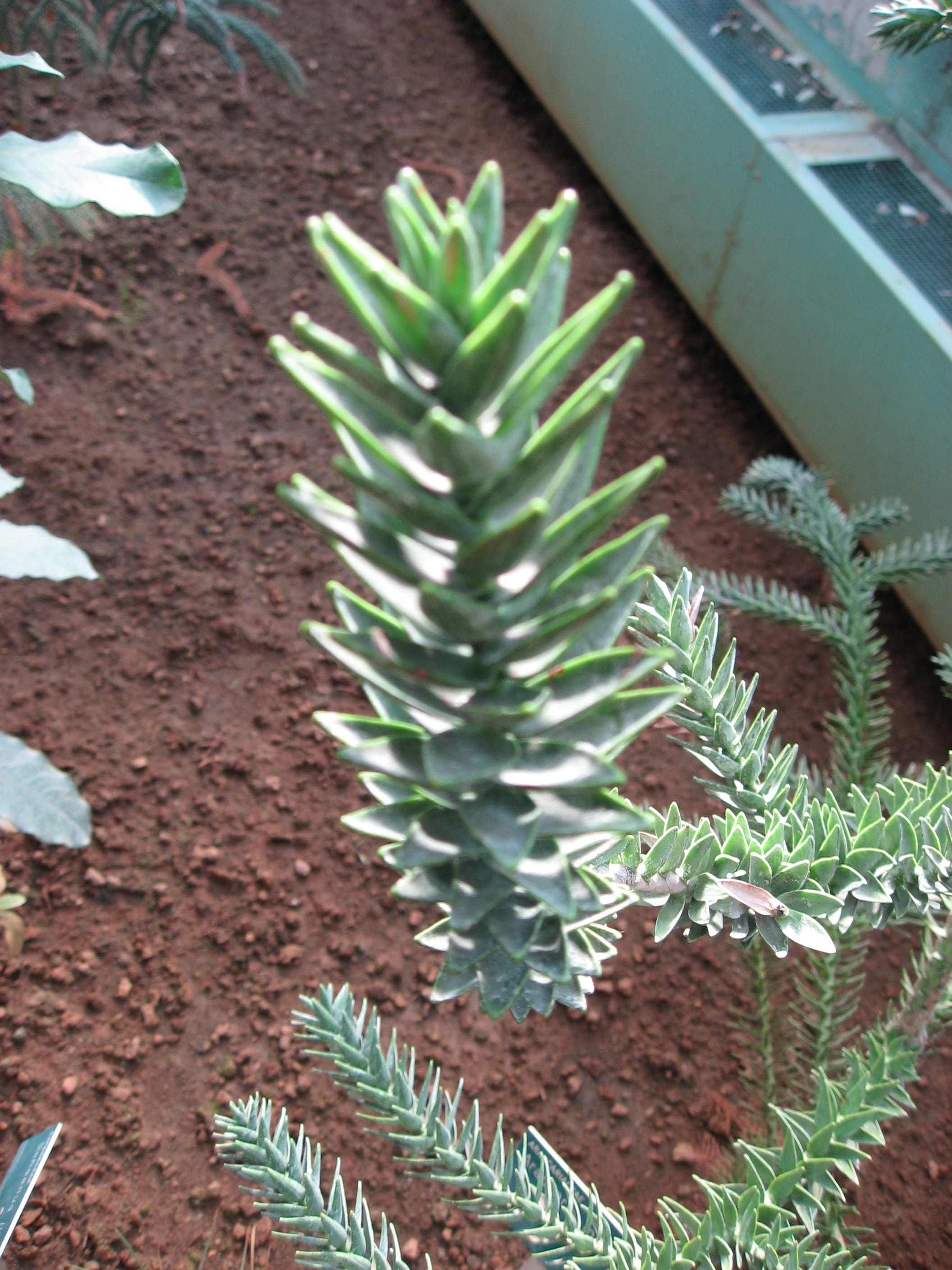
Détail des aiguilles
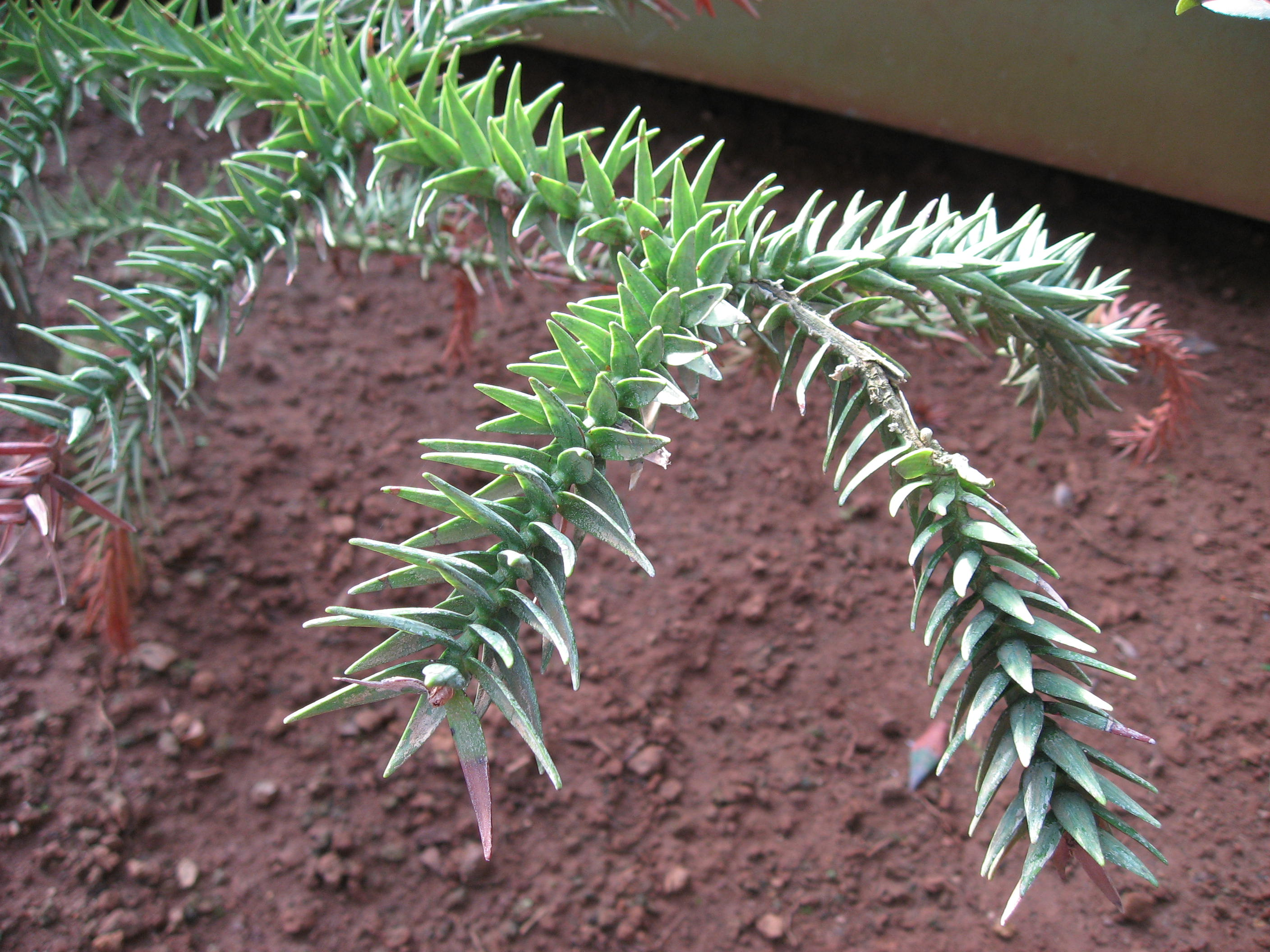
Détail des aiguilles